# Hirata
Hirata (jap. 平田村 Hirata-mura) – wieś w Japonii, na wyspie Honsiu, w prefekturze Fukushima. Według danych na rok 2020 miejscowość zamieszkiwało 5 826 mieszkańców , a gęstość zaludnienia wyniosła 126,6 os./km².